# Daniel Ferreira (escritor)
Daniel Ferreira (n. San Vicente de Chucurí, Santander, el 21 de julio de 1981) es un escritor, bloguero y cronista colombiano, autor del proyecto narrativo titulado "Pentalogía (infame) de Colombia" (2011-2022) que entrelaza en formato de ficción la violencia y la historia de Colombia. 
La primera novela de la pentalogía, "La balada de los bandoleros baladíes" recibió el Premio Latino-americano de Primera Novela Sergio Galindo en 2010, siendo publicada al año siguiente en México en la editorial de la Universidad Veracruzana; la segunda novela, Viaje al interior de una gota de sangre, premiada con el Premio Latino-americano de Novela Alba Narrativa en 2011, fue publicada por la editorial cubana Arte y literatura en 2012. La tercera, Rebelión de los oficios inútiles, obtuvo el Premio Clarín de Novela en 2014, siendo publicada en Argentina ese mismo año en la editorial Alfaguara. La pentalogía la complementan las novelas El año de sol negro (2018) y Recuerdos del río volador (2022). En 2020 publicó su primer libro de no ficción Samizdat de La Habana. 
Con el cuento "El camino del apestado" fue finalista en 2008 del Primer concurso iberoamericano de cuento sobre discriminación, organizado en México por Conapred. Además, obtuvo el premio al mejor blog de Difusión de la Cultura en Español otorgado por el Instituto Cervantes, con Una hoguera para que arda Goya, donde firma como Stanislaus Bhor.
Conforma el consejo editorial de la revista Coronica y escribe un blog para el diario colombiano El Espectador. Ha colaborado con revistas literarias y culturales colombianas y mexicanas.

## Obras
Novela
- La balada de los bandoleros baladíes, 2011
- Viaje al interior de una gota de sangre, 2011
- Rebelión de los oficios inútiles, 2014
- El año del sol negro, 2018
- Recuerdos del río volador, 2022

No ficción
- Samizdat de La Habana, 2020

## Premios
| Año  | Obra                                    | Premio                                                  | País      | Jurados                                                                                      | No. de participantes |
| 2010 | La balada de los bandoleros baladíes    | Premio latinoamericano de primera novela Sergio Galindo | México    | Anamari Gomís Vivian Abenshushan Vicente Herrasti                                            | 84                   |
| 2011 | Viaje al interior de una gota de sangre | Premios ALBA narrativa                                  | Cuba      | Vicente Battista Reynaldo González Sol Linares                                               | 141                  |
| 2013 | unahogueraparaqueardagoya               | Mejor blog de difusión de la cultura en español         | España    | José Antonio Vera Francisco Moreno Fernández Magdalena Vinent Carmen Posadas Martín Caparrós | 963                  |
| 2014 | Rebelión de los oficios inútiles        | Premio Clarín de Novela                                 | Argentina | Sylvia Iparraguirre Claudia Piñeiro Juan Cruz Ruiz                                           | 566                  |